# Borys (Woskobojnikow)
Borys, imię świeckie Siemion Timofiejewicz (Pietrowicz?) Woskobojnikow (ur. 20 sierpnia?/1 września 1875 w Aleksandrowskiej słobodzie, gubernia woroneska, zm. 6 grudnia 1937 w Kazachstanie) – rosyjski biskup prawosławny, święty nowomęczennik.

## Życiorys
Był synem kapłana prawosławnego. W 1897 ukończył seminarium duchowne w Woroneżu. W tym samym roku został wyświęcony na diakona i służył w cerkwi we wsi Niżnaja Gniłusza (gubernia woroneska) od 1897 do 1901, następnie w cerkwi w Urazowej słobodzie (także gubernia woroneska). W 1903 (według innych źródeł – w 1914) został wyświęcony na kapłana. Służył w cerkwi we wsi Noworożdiestwienskoje do 1907, gdy podjął wyższe studia teologiczne. Petersburską Akademię Duchowną  ukończył w 1911 z tytułem kandydata nauk teologicznych.
Pracował jako kapelan kaplicy przy Nikołajewskim domu opieki nad starymi i niezdolnymi do pracy, następnie także jako katecheta Nikołajewskiej szkoły handlowej i Aleksandrowskiej szkoły żeńskiej. W marcu 1936 złożył wieczyste śluby mnisze, przyjmując imię Borys. 7 marca tego samego roku przyjął chirotonię biskupią i został biskupem kineszemskim, wikariuszem eparchii kostromskiej. Już 31 marca tego samego roku wyznaczono go na locum tenens eparchii iwanowskiej. W lipcu 1936 został biskupem iwanowskim. Urząd pełnił do swojego aresztowania w kwietniu 1937. Zatrzymanie nastąpiło pod zarzutem prowadzenia przez duchownego działalności antyradzieckiej. 9 sierpnia 1937 Borys (Woskobojnikow) został skazany na pięć lat zsyłki do Kazachstanu, do rejonu sary-sujskiego. 25 listopada 1937, w drodze na wyznaczone miejsce zesłania, został oskarżony o prowadzenie terrorystycznej i kontrrewolucyjnej agitacji, po czym skazany na śmierć przez rozstrzelanie. Wyrok wykonano 6 grudnia 1937 w obwodzie czymkenckim. Duchowny został pochowany w nieustalonym zbiorowym grobie. W 1989 zrehabilitowany.
Kanonizowany jako jeden z Soboru Świętych Nowomęczenników i Wyznawców Rosyjskich w sierpniu 2000.